# Stadtweinhaus

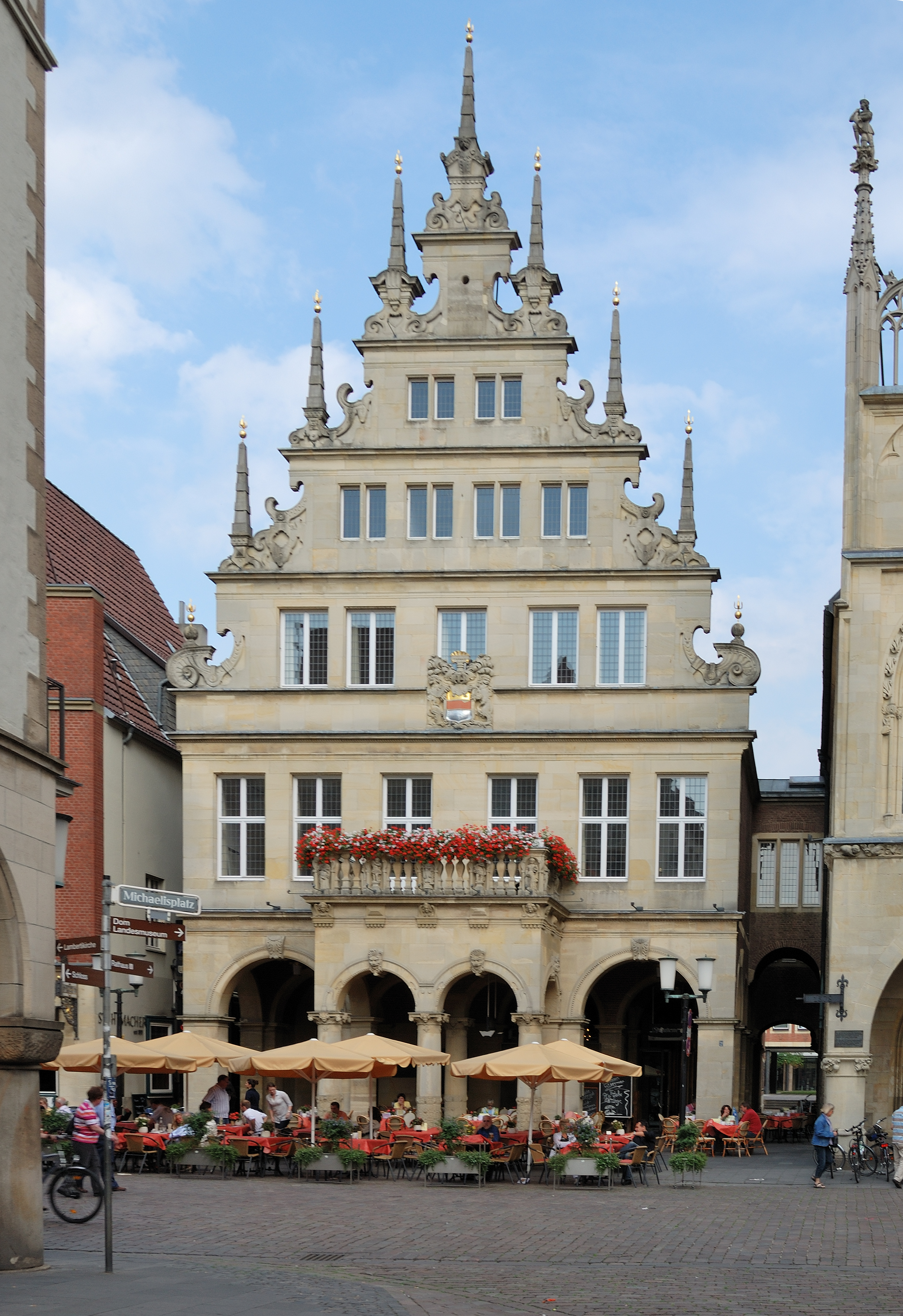
Münster, Stadtweinhaus

Das Stadtweinhaus von Münster in Westfalen am Prinzipalmarkt ist ein aus dem 17. Jahrhundert stammendes, repräsentatives Nebengebäude des Historischen Rathauses Münster und eines der Wahrzeichen der Stadt.

## Standort
Während das Rathaus an seinem heutigen Standort bereits 1250 urkundlich nachweisbar ist, wurde das Stadtweinhaus erst 1615 an der Stelle von zwei älteren Hausgrundstücken errichtet, auf denen Steingebäude standen, die wahrscheinlich der Speicherung von Handelswaren gedient hatten. Das eine, nördlich gelegene, Grundstück war zuvor 1603 von der Stadt für den städtischen Weinschenk angemietet worden, da es nah am „Weinhof“ (Syndikatsplatz) lag. Bei der Rekonstruktion des im Zweiten Weltkrieg zerstörten Stadtweinhauses 1956/57 kam es im Bereich der Fundamente zum Schatzfund aus dem Stadtweinhaus. Der Schatz, bestehend aus ca. 2000 Silbermünzen sowie 20 Spangen bzw. Schließen, war vor 1348 dort wahrscheinlich von einem Gold- oder Silberschmied versteckt worden. Die Münzen stammten hauptsächlich aus Westfalen, der Schmuck aus dem Einzugsgebiet der Hanse.

## Historische Nutzung
Das Stadtweinhaus wurde in den Jahren 1615/16 unter dem Ersten Bürgermeister Bernhard II. von Droste zu Hülshoff durch Johann von Bocholt erbaut und ist das einzige noch erhaltene Nebengebäude des Rathauses, wirkt aber architektonisch sehr eigenständig und stilvoll. Es befindet sich nördlich vom eigentlichen Rathaus, nur durch eine schmale Gasse von ihm getrennt.
Es diente ursprünglich als Lagerhaus für den Wein der Stadt, der zuvor in den Kellern des Rathauses gelagert wurde. Es unterstand einem Ratsherrn, der „Weinherr“ genannt wurde (dieses Amt hatte im Jahr 1600 auch der Bauherr Bernhard II. bekleidet, bevor er Erster Bürgermeister wurde). U.a. im Handel mit Rheinwein spielte Münster jahrhundertelang eine wichtige Rolle als Hansestadt und Vorort des westfälischen Hansequartiers (welches auch die Städte Dortmund, Osnabrück und Soest umfasste).
Ab dem Jahr 1843 wurde die Stadtwache in das Stadtweinhaus einquartiert. Sie befand sich zuvor seit der Niederlage der Stadt gegen Fürstbischof Christoph Bernhard von Galen im Jahre 1661 im Rathaus selbst. Ebenso war vor dem Haus die Stadtwaage aufgebaut, die in vielen anderen Rathäusern normalerweise innerhalb des Rathausgebäudes untergebracht war.
Das Stadtweinhaus wurde – wie das benachbarte Rathaus – bei den Luftangriffen auf Münster weitgehend zerstört. Beim Wiederaufbau in den 1950er Jahren wurde seine Fassade mit geringfügig vereinfachten Zierelementen in Anlehnung an die historische Bausubstanz wiederhergestellt.

## Heutige Nutzung
An die Funktion als Lagerstätte für den Wein des Stadtrates erinnert eine Weinschenke im Erdgeschoss. Im Sommer ist die Weinprobe auch vor dem Gebäude möglich, wobei der Außenbereich mitunter weit in die Marktstraße des Prinzipalmarktes hineinreicht. Im ersten Obergeschoss befindet sich heute ein Übergang, der den Festsaal des Rathauses mit dem großen Saal des Stadtweinhauses verbindet.
Der große Saal, der sich hinter dem Balkon im Inneren des Gebäudes erstreckt, dient einerseits als Veranstaltungsort von Sitzungen des Stadtrates und andererseits als Festsaal. Sollten sich sowohl der Festsaal des Rathauses als auch des Stadtweinhauses als zu klein erweisen, so besteht über die Verbindung der beiden Räume die Möglichkeit auch große Festivitäten im historischen Ambiente abzuhalten. Der vorgelagerte Balkon dient unter anderem zur Begrüßung des alljährlich stattfindenden Rosenmontagszuges durch den Oberbürgermeister sowie anderen feierlichen und repräsentativen Anlässen.